# Выбор (Тверская область)
Выбор — деревня в Весьегонском муниципальном округе Тверской области.

## География
Деревня находится в северо-восточной части Тверской области на расстоянии приблизительно 20 км на юго-восток по прямой от районного центра города Весьегонск на правом берегу реки Кесьма.

## История
В 1859 году здесь (деревня Весьегонского уезда Тверской губернии) было отмечено 9 дворов. До 2019 года входила в состав Ивановского сельского поселения до упразднения последнего.

## Население
Численность населения: 40 человека (1859 год),, 22 (русские 100 %) в 2002 году, 31 в 2010.